# Звенигородська вулиця (Труханів острів)
Звенигоро́дська ву́лиця — зникла вулиця міста Києва, що існувала в робітничому селищі на Трухановому острові. Пролягала від Набережної вулиці (за іншими даними — від Харківської вулиці) до Матвіївської затоки.
Прилучалися Харківська, Чигиринська і Полтавська вулиці.

## Історія
Виникла під такою ж назвою 1907 року під час розпланування селища на Трухановому острові. Восени 1943 року при відступі з Києва нацисти спалили селище на острові, тоді ж припинила існування уся вулична мережа включно із Звенигородською вулицею.
1953 року такою ж назвою було названо нову вулицю у Святошині.